# Finale a sorpresa - Official Competition
Finale a sorpresa - Official Competition (Competencia oficial) è un film del 2021 diretto da Mariano Cohn e Gastón Duprat.
Il film, con protagonisti Penélope Cruz, Antonio Banderas e Oscar Martínez, è stato presentato in concorso alla 78ª Mostra internazionale d'arte cinematografica di Venezia.

## Trama
In cerca di prestigio, un miliardario decide di finanziare un film che lasci il segno. A tale scopo ingaggia la rinomata regista Lola Cuevas, che però si trova da subito a dover gestire gli ego opposti dei due protagonisti, la star hollywoodiana Félix e l'attore di teatro "impegnato" Iván. Per riuscirci, si inventa una serie di eccentriche prove che i due dovranno superare.

## Promozione
Il teaser trailer del film è stato diffuso online il 22 luglio 2021.

## Distribuzione
Il film è stato presentato in anteprima il 4 settembre 2021 in concorso alla 78ª Mostra internazionale d'arte cinematografica di Venezia e nello stesso mese al Toronto International Film Festival. È distribuito nelle sale cinematografiche spagnole da Buena Vista International.
Il film è stato distribuito nelle sale italiane con Lucky Red il 21 aprile 2022.

### Divieti
Negli Stati Uniti d'America il film è stato vietato ai minori di 17 anni non accompagnati da adulti per la presenza di nudità e linguaggio non adatto.

### Edizione italiana
La direzione del doppiaggio e i dialoghi italiani sono curati da Maura Vespini per conto della CVD che si è occupata anche della sonorizzazione.

## Accoglienza

### Incassi
Il film ha incassato di 4725147 $ in tutto il mondo.

### Critica
Sull'aggregatore di recensioni Rotten Tomatoes il film riceve il 100% delle recensioni professionali positive con un voto medio di 8,0 su 10 basato su 40 recensioni, mentre su Metacritic ha un punteggio di 79 su 100 basato su 33 recensioni.

## Riconoscimenti
- 2021 – Mostra internazionale d'arte cinematografica[1]
  - Candidato al Leone d'oro al miglior film
  - Candidato alla Graffetta d'oro al miglior film[11]
  - Candidato al Queer Lion[12]
- 2021 – Festival internazionale del cinema di San Sebastián
  - Candidato al premio Sebastiane come miglior film[13]
  - Candidato al premio Donostia a Mariano Cohn e Gastón Duprat
- 2022 – Spanish Actors Union
  - Candidata come migliore attrice in una produzione internazionale a Penélope Cruz